# Тарантське князівство
Тарантське князівство (італ. Principato di Taranto, тарант. Pringipate de Tarde) — норманська держава, що займала південний край Апулії зі столицею в Таранто. Була створена в 1088 році для Боемунда, старшого сина Роберта Гвіскара, як частина мирної угоди між ним і його молодшим братом Рожером після суперечки про спадкоємство Герцогства Апулії.

Герб Анжуйського Таранто

Територія князівства, що під керівництвом різних династій проіснувало до 1465 року, охопила майже весь півострів Апулія. Протягом 377 років історії воно іноді було потужним і майже незалежним феодальним володінням Сицилійського (а пізніше Неаполітанського) королівств, а іноді лише титулом, який часто давався спадкоємцеві корони або чоловікові правлячої королева. Після розділу Анжуйського дому, Тарантське князівство перейшло до дому Дураццо (1394–1463).
Король Неаполя Фердинанд I після смерті своєї дружини Ізабелли Клермонської приєднав Тарантське князівство до Неаполітанського королівства. Князівство як адміністративна одиниця пересало існувати, але королі Неаполя продовжували давати титул князя (принца) Тарентського своїм синам, насамперед майбутньому Альфонсу II Неаполітанському, старшому синові Ізабелли.